# Swami Chidananda

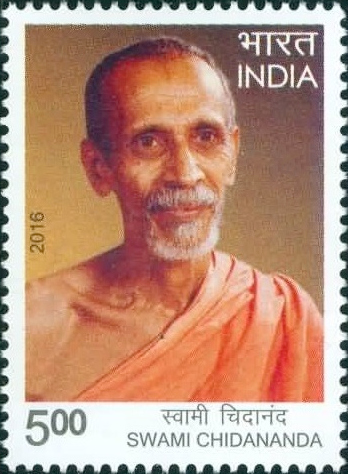
Indische Briefmarke, 2016

Swami Chidananda Saraswati (IAST: Svāmī Cidānanda Sarasvatī; * 24. September 1916 in Indien; † 28. August 2008 in Rishikesh, Indien)
war ein bekannter indischer Yoga-Meister und Lehrer des Vedanta. Er war langjähriger Präsident einer der bekanntesten spirituellen Organisation Indiens Divine Life Society (auf Deutsch: Gesellschaft des Göttlichen Lebens), die auch weltweit aktiv ist.
Swami ist ein Titel eines hinduistischen Mönches; Saraswati ist ein hinduistischer Orden.

## Leben
Swami Chidananda wurde in einer reichen Familie eines Grundbesitzers als Sridhar Rao geboren. Er fiel als ein brillanter Schüler auf und wurde mit knapp 16 Jahren in das Loyola College, einer angesehenen katholischen Hochschule in Chennai, aufgenommen, die er in 1938 absolvierte. In dieser Periode ist seine tiefe Liebe zu den Lehren von Jesus entstanden, in denen er große Überschneidungen mit den Lehren des Vedanta sah.
Schon als junger Mann setzte er sich ehrenamtlich für die Armen und Kranken, im Besonderen die Leprakranken, ein. Er errichtete für sie auf einem Grundstück seines Vaters kleine Häuser und pflegte sie persönlich, was ihm die Anerkennung der Regierung des indischen Bundesstaates Karnataka brachte.
Sein Interesse an spiritueller Disziplin und Yoga entstand bereits im Teenageralter. Später nahm er eine langjährige Korrespondenz mit Swami Sivananda, dem Gründer der Divine Life Society, auf, die dazu führte, dass er 1943 um das Erlaubnis bat, den Sivananda-Ashram  in Rishikesh beizutreten. Dort übernahm er die Leitung der Krankenstation für Arme, schrieb Artikel und Bücher und hielt Vorträge über Yoga für die Besucher. 1948 bekam er die Professur auf der Yoga-Vedanta Forest Academy (Deutsch: Yoga-Vedanta Waldakademie). In 1949 wurde er von Swami Sivananda in den heiligen Orden von Sannyasa eingeweiht und trug fortan den hinduistischen Ehrentitel Swami.
In den Jahren 1959 bis 1962 bereiste Swami Chidananda die USA und hielt Vorträge über Yoga. Nach dem Tod seines Meisters wurde er in 1963 zum Präsidenten der Divine Life Society gewählt. In den darauffolgenden Jahren hielt er sich wiederholt und über längere Zeiträume in verschiedenen Regionen der Welt auf, sprach über Yoga und Vedanta und schrieb zahlreiche Bücher.

## Werke
Sein bekanntestes Buch, „Light Fountain“ schrieb Swami Chidananda im Jahr 1944. Es ist eine Biografie seines Meisters, Swami Sivananda. Insgesamt schrieb er über 40 Bücher, die meisten in Englisch. Die bekanntesten von ihnen sind: „An Instrument of Thy Peace“, „Awake! Realise your Divinity!“ und „Bliss is within“.
In deutscher Übersetzung ist bisher ein Buch erschienen: eine Auswahl seiner im Westen gehaltenen Vorträge unter dem Titel „Der innere Reichtum“.
- Der innere Reichtum, die Weisheit hinter Ayurveda, Yoga und Vedanta. Continentia Verlag, Wiesbaden 2020, ISBN 978-3-9820862-1-7.